# Ross Honsberger
Ross Honsberger (Toronto, 2 de junho de 1929 – 3 de abril de 2016) foi um matemático canadense, autor de matemática recreativa.

## Vida
Honsberger estudou matemática na Universidade de Toronto, onde obteve o bacharelado, trabalhando então durante dez anos como professor ginasial em Toronto, antes de continuar seus estudos na Universidade de Waterloo, onde obteve o mestrado. A partir de 1964 foi professor da faculdade de matemática. Trabalhou com combinatória e otimização, e especialmente com educação matemática. Desenvolveu cursos de educação, por exemplo sobre geometria combinatória, realizou frequentemente palestras para estudantes e professores de matemática, e foi editor do Ontario Secondary School Mathematics Bulletin. Escreveu diversos livros sobre matemática elementar (geometria, teoria dos números, combinatória, teoria da probabilidade) e matemática recreativa (muitas vezes na Mathematical Association of America, MAA), com ele em suas próprias palavras usando o livro de Hans Rademacher e Otto Toeplitz de números e figuras como modelo. Frequentes foram suas exposições de problemas nas Olimpíadas Internacionais de Matemática e outras competições.
Edsger Dijkstra referiu-se às suas Mathematical Gems como "deliciosas".

## Livros
- Ingenuity in Mathematics, New Mathematical Library, Random House / Singer 1970
- Mathematical Gems, MAA 1973, 2003 (Mathematical Expositions Dolciani Vol. 1), German Mathematical gems of elementary combinatorics, number theory and geometry, Wiley, 1990, ISBN 3-528-08474-X, Chapter "The Story of Louis Posa".
- Mathematical Gems 2, MAA 1975 (Vol. 2 Dolciani Mathematical Expositions)
- Mathematical Gems 3, MAA 1985, 1991 (Vol. 9 Dolciani Mathematical Expositions)
- Mathematical Morsels, MAA 1978 (Vol. 3 Dolciani Mathematical Expositions)[3]
- More Mathematical Morsels, MAA 1991 (Dolciani Volume 10 Mathematical Expositions)
- Mathematical Plums, MAA 1979 (Vol. 4 Dolciani Mathematical Expositions)
- Mathematical Chestnuts from around the world, MAA 2001 (Dolciani Volume 24 Mathematical Expositions)
- Mathematical Diamonds, MAA 2003[4]
- In Pólya's Footsteps, MAA 1997 (Dolciani Volume 19 Mathematical Expositions)
- Episodes in nineteenth and twentieth century euclidean geometry, MAA 1995
- From Erdos to Kiev - Problems of Olympiad Caliber, MAA 1997[5]
- Mathematical Delights, MAA 2004 (Dolciani Mathematics Expositions Volume 28)